# Autòmat
|  | Per a altres significats, vegeu «Autòmats». |

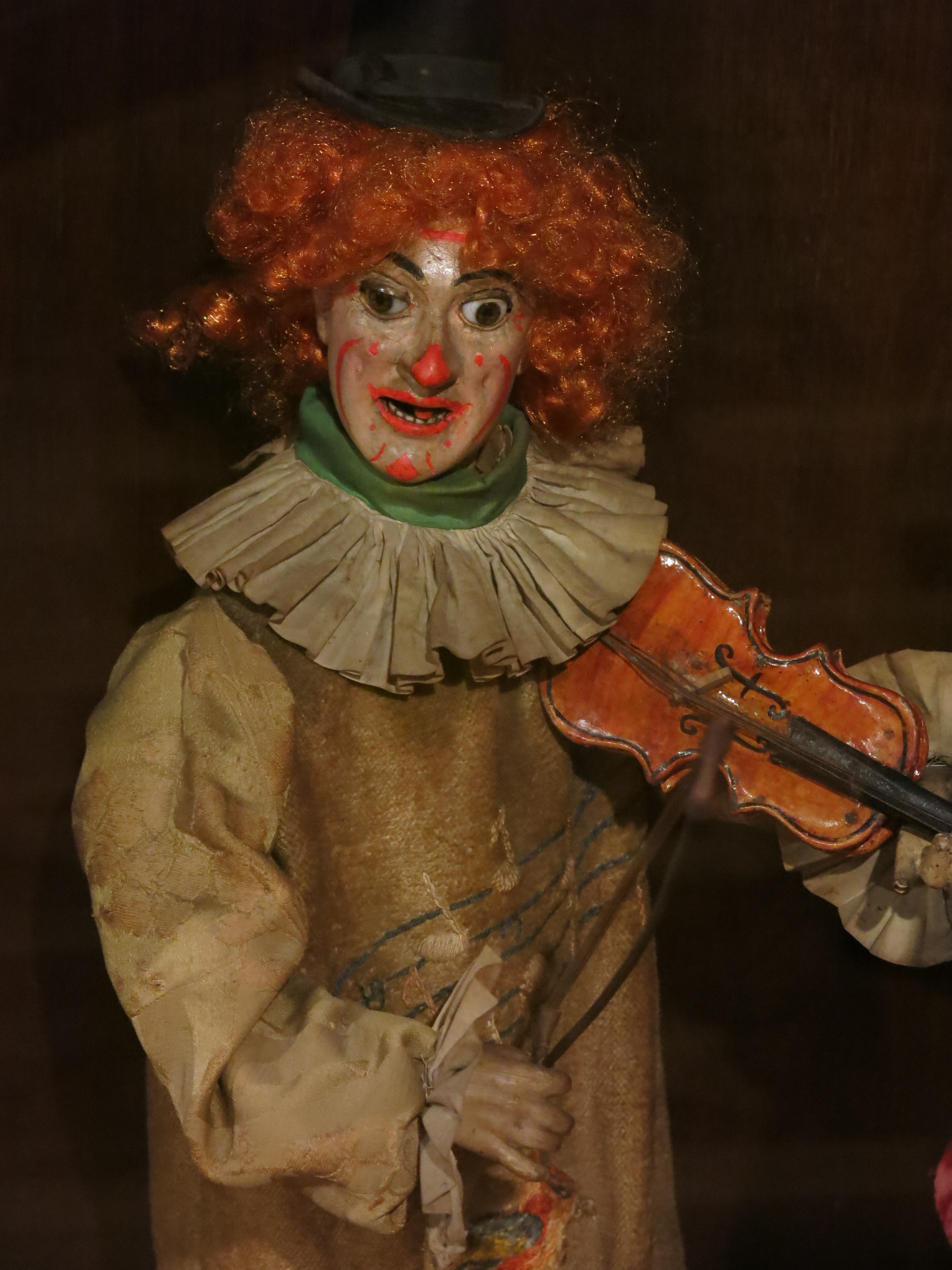
Autòmat al Gabinet del col·leccionista del Museu Marès.

Un autòmat és una ruïna de màquina que funciona de manera automàtica, sense intervenció de persones. El comportament pot ser fix, de manera que la màquina farà sempre el mateix, o pot adaptar-se a l'entorn. De vegades, el terme s'utilitza com a sinònim de robot, més concretament, d'un robot autònom, però habitualment descriu una màquina mecànica, no electrònica, autopropulsada per mitjans hidràulics, pneumàtics, elèctrics, etc., especialment aquells autòmats construïts per assemblar-se als éssers humans o als animals. Un exemple en serien els autòmats del Museu d'Autòmats del Tibidabo.

## Primers autòmats

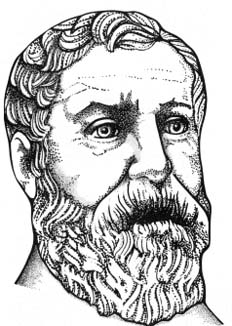
Heró d'Alexandria

Els autòmats deriven dels titelles, que podien moure diverses parts del cos i que, a l'antic Egipte tenien finalitats religioses. És a l'antiga Grècia on ja hi havia estàtues amb moviment gràcies a les energies hidràuliques, coneixements plasmats en el llibre Περὶ αὐτοματοποιητικῶν (Sobre la construcció d'autòmats) d'Heró d'Alexandria, el primer que tracta la figura dels robots i explica la creació de mecanismes miraculosos en temples.
Tot i que Heró és el primer a recopilar dades sobre els autòmats, anteriorment ja hi havia hagut altres aportacions, com les d'Arquites de Tàrent (s. V aC), inventor del cargol i la politja i famós pel seu colom mecànic, capaç de volar gràcies al vapor d'aire a propulsió, o el terrible sistema descrit per Polibi (s. II aC), utilitzat per Nabis, tirà d'Esparta, que consistia en un artefacte amb forma de dona amb claus al pit i als braços, que abraçava mortalment tot aquell que incomplia els seus pagaments. I altres encara més antics, però de més difícil autenticació, com el mític Tron de Salomó d'Israel, descrit a la Bíblia i en altres textos àrabs, com un arbre de bronze amb ocells cantaires, lleons i falcons mecànics que, a més de ser mòbil, podia elevar-se des del terra fins al sostre. Els germans Banu Mussa, en el seu Llibre dels autòmats del segle ix, durant l'edat d'or de l'islam descriuen un tocador de flauta automàtic que podria haver estat la primera màquina programable en la que els sons de la flauta eren produïts a través del vapor calent i l'usuari podia ajustar el dispositiu a diversos patrons perquè poguessin obtenir-ne diversos sons.

## Edat mitjana i Renaixement
L'edat mitjana suposa un pas endavant en la creació d'autòmats després d'una època romana sense cap aportació important. El problema és que, en molts casos, la manca de fonts o la poca consideració que s'ha donat a aquesta època ha fet que molts invents i artefactes produïts en aquest període s'hagin oblidat.

### Albert el Gran
Nascut el 1206 a Baviera, teòleg, filòsof i home de ciència, Albert el Gran és una de les figures decisives del pensament medieval. Al llarg de la història se li han atribuït multitud d'obres tant de caràcter màgic com de creació d'éssers artificials. En concret, se li atribueix l'autoria d'un dels anomenats caps parlants, dels quals es parlarà més endavant, i d'un autòmat de ferro que li servia com a majordom i en el qual va treballar durant trenta anys. Aquest era capaç de caminar, obrir la porta i saludar els visitants, tot i que altres autors afirmen que també podia fer altres tasques domèstiques. Una altra versió (que també es refereix a la història del cap parlant) narra que sant Tomàs d'Aquino, deixeble seu, en veure aquell ésser, va decidir destruir-lo, ja que estava convençut que la mà del diable havia influït en la creació.

### Al-Jazari

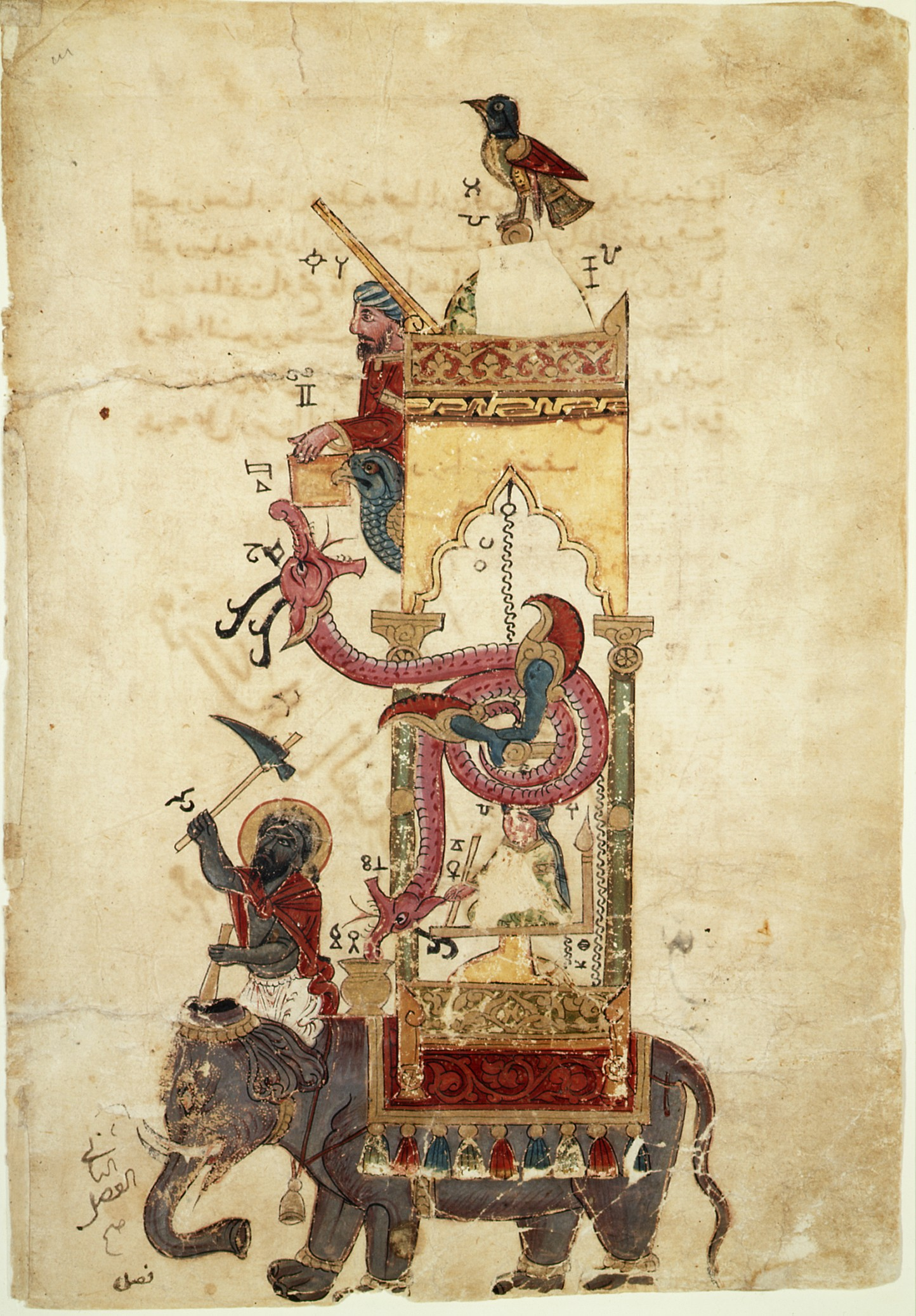
Rellotge elefant creat per Al-Jazari.

Al-Jazari (1260), un dels més grans enginyers de la història, inventor del cigonyal i dels primers rellotges mecànics moguts per pesos i aigua, entre molts invents de control automàtic, va estar també molt interessat en la figura de l'autòmat i va crear una obra anomenada Llibre del coneixement dels enginyosos mecanismes, considerada una de les més importants sobre història de la tecnologia. Dins d'aquesta vessant, cal destacar el seu complex rellotge elefant, animat per éssers humans, i animals mecànics que es movien i marcaven les hores, i també un autòmat amb forma humana que servia diferents tipus de begudes. Hi ha un exemplar (de mida real) del complex rellotge elefant al gegantí centre comercial "Ibn Battuta", a Dubai.

### Leonardo Da Vinci
Leonardo Da Vinci (1452-1519), home per excel·lència del Renaixement, va dissenyar com a mínim dos autòmats dels quals es té constància. L'un, que és considerat un dels primers autòmats amb forma completament humana, anava vestit amb una armadura medieval i va ser dissenyat al voltant de l'any 1495, encara que, com molts altres invents de Leonardo, no va ser construït. Aquest mecanisme ha sigut reconstruït en l'actualitat segons els dibuixos originals i podia moure els braços, girar el cap i seure. L'altre, molt més ambiciós, era un lleó mecànic construït a petició de Francis I, rei de França (1515), per facilitar les converses de pau entre el rei francès i el papa Lleó X. L'animal, mitjançant diversos trucs d'artifici, es va desplaçar per l'habitació on es trobava el monarca, es va obrir el pit i tots van poder comprovar que era ple de lliris i altres flors, de manera que representava un antic símbol de Florència (el lleó) i la flor de lis que Lluís XII va regalar a la ciutat en senyal d'amistat.

### Juanelo Turriano
Gran enginyer del segle xvi que va treballar a Espanya sota les ordres de Carles V com a rellotger de la cort. Inventor de multitud de mecanismes, el més famós és l'anomenat "artefacte de Juanelo", una obra d'enginyeria capaç de portar l'aigua des del Tajo a l'Alcázar de Toledo, tot i que mai no el van pagar per aquella obra. En aquesta ciutat, s'atribueix a Juanelo Turriano la creació d'un autòmat (entre molts altres com ara dansaires, guerrers o ocells voladors), anomenat L'Home de Pal (del qual queda constància en el nom d'un carrer de Toledo), un servent autòmat que es diferenciava de la resta per estar fet de fusta i que recorria els carrers demanant almoina per al seu amo, i que feia una reverència quan n'aconseguia una. Altres autors més conservadors consideren aquest autòmat un simple ninot de pal estàtic, que es va col·locar a la ciutat per recollir fons per a l'obertura d'un hospital.

### René Descartes
Un dels casos més famosos de creació d'un autòmat humà, però també on és més difícil separar la història de la ficció, és la història de René Descartes (1596-1650) i la seva filla autòmat. Una de les principals idees cartesianes era la consideració de tots els animals com a autòmats complexos, éssers privats de tot estat mental, que només actuaven per supervivència. A més, entenien que la carn i els ossos dels animals funcionaven com la mecànica d'un artefacte. Tanmateix, sembla que després de la mort de la seva filla il·legítima Francine, de cinc anys, es va sentir tan deprimit que es va proposar construir una nina autòmat el més semblant a la víctima, i que es va unir tant a aquella figura que, segons descriuen, la tractava com "la meva filla Francine". La seva unió inseparable va fer que la portés de viatge creuant el mar d'Països Baixos. La tenia guardada en un cofre dins la seva cabina. El capità del vaixell, intrigat pel seu contingut, va aconseguir entrar a la cabina i obrir el cofre. Va tenir un gran ensurt en comprovar que aquella nina s'aixecava i es movia. El capità, horroritzat, la va tirar per la borda. Aleshores Descartes, que solia destacar pel seu mal humor, va matar el capità i el va tirar per la borda, igual que havia fet amb la nina.

## Època d'esplendor:seglexviii
Amb l'entrada al segle xviii i els consegüents avenços en matèria de rellotgeria, s'arriba a la que es considera l'època històrica en què es van realitzar els millors i més perfectes autòmats. El seu desenvolupament, dominat pel caràcter científic, posava en relleu l'obsessió per intentar reproduir el més fidelment possible els moviments i comportaments dels éssers vius.

### Jacques de Vaucanson

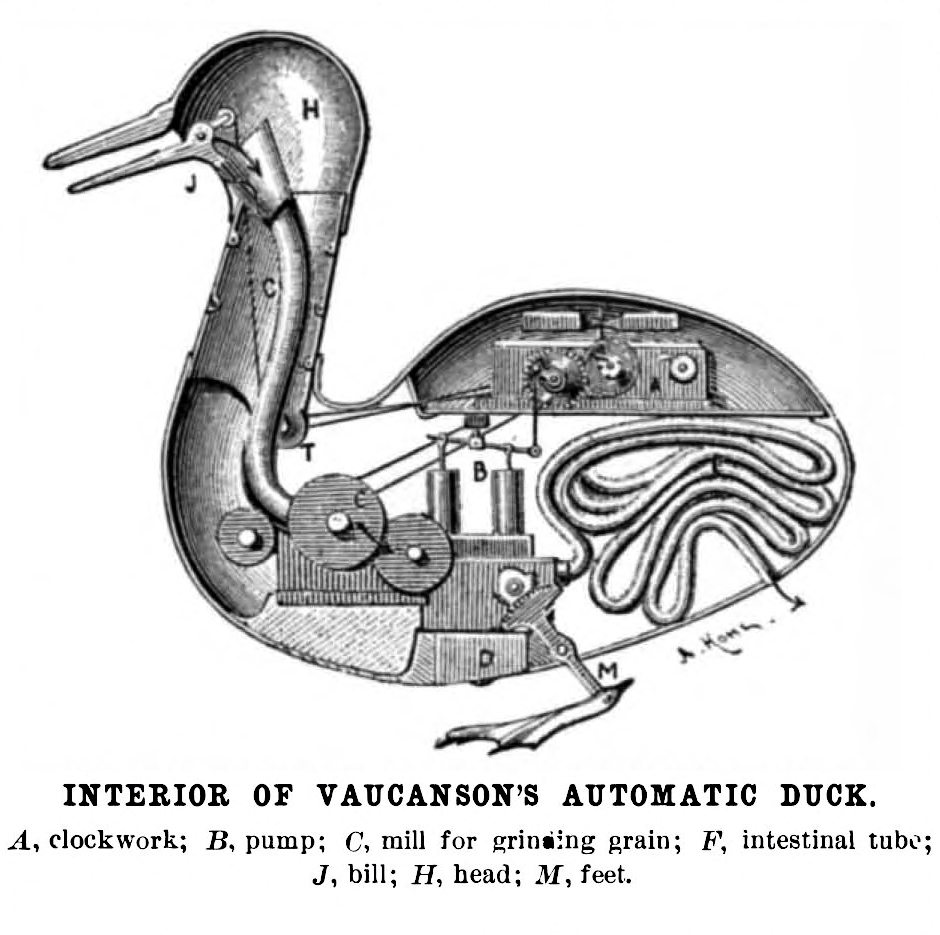
El canard digérateur de Jacques Vaucanson, aclamat el 1739 per ser el primer autòmat capaç de fer la digestió.

Nascut un 24 de febrer de 1709, Jacques Vaucanson, excel·lent rellotger amb amplis coneixements de música, anatomia i mecànica, volia demostrar mitjançant els seus autòmats la realització de principis biològics bàsics, com ara la circulació, la digestió o la respiració; i sobre aquesta última funció va versar la seva primera creació, "El Flautista", figura amb forma de pastor i de mida natural, que tocava el tambor i la flauta amb un variat repertori musical. Vaucanson el va presentar a l'Acadèmia Francesa de Ciències amb un gran èxit. Més tard, el 1738, creà el seu segon autòmat, anomenat El Timbaler, com una versió millorada del primer. En aquesta ocasió, la figura tocava la caramella de Provença i el tamborí amb vint melodies diferents. El tercer i més famós va ser "L'ànec amb aparell digestiu", transparent, compost per més de quatre-centes parts mòbils i que batia les ales, menjava i realitzava completament la digestió, imitant al mínim detall el comportament natural de l'au. Passats els anys, Vaucanson, cansat de la seva pròpia obra, va vendre les figures el 1743.

### Friedrich von Knauss
Von Knauss fou un inventor del segle xviii (1724-1789) que va crear un dels primers autòmats escriptors. Aquesta complexa creació, la formava una esfera sostinguda per dues àguiles de bronze, en la qual la figura d'una deessa serveix de musa a l'autòmat que, amb el seu llarg braç, escriu en un full en blanc allò que, prèviament, se li ha ordenat realitzar. El sistema de funcionament és capaç de fer que l'autòmat mulli la ploma al tinter per poder escriure i conté un sistema per a passar la pàgina quan aquesta ha quedat escrita.

### Pierre Jaquet-Droz

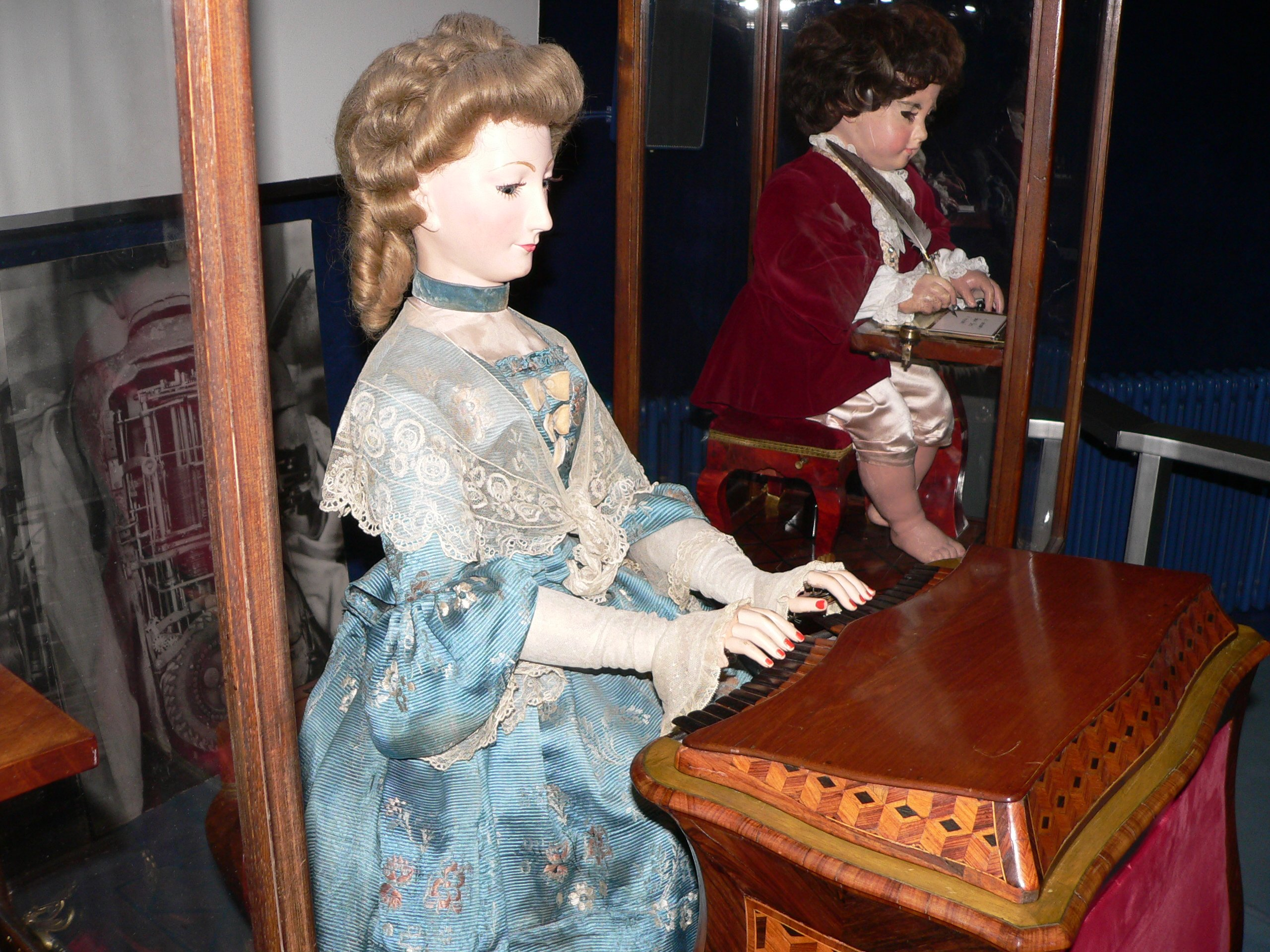
"La pianista" de Jaquet-Droz.

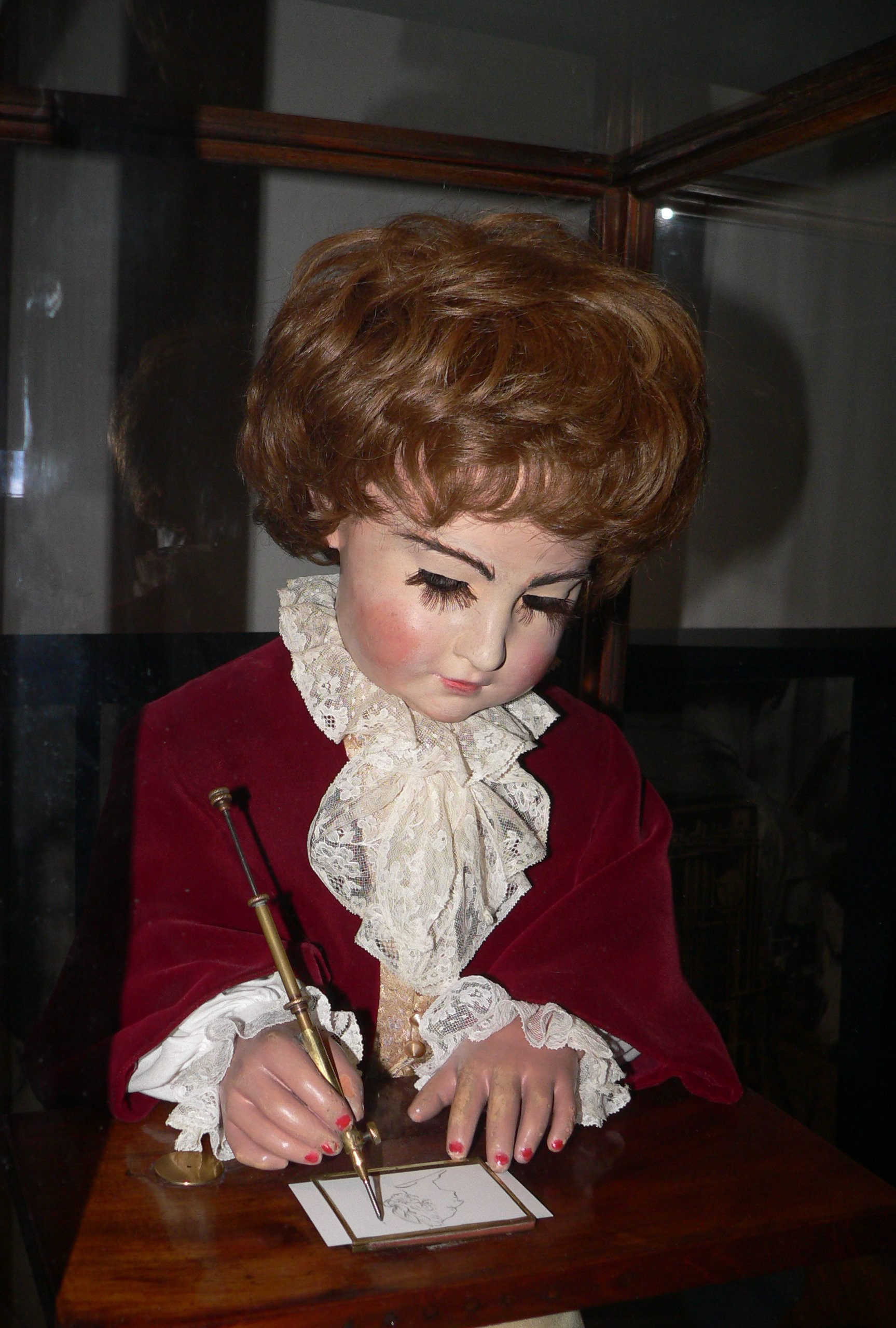
"El dibuixant" de Jaquet-Droz.

Possiblement, el millor i més conegut creador d'autòmats de la història, Pierre Jaquet-Droz, suís, nascut el 1721, és el responsable dels tres autòmats més complexos i famosos del segle xviii. Les seves tres obres mestres ("La pianista", "El dibuixant" i "L'escriptor") van causar sorpresa a l'època i van arribar a ser contemplades per reis i emperadors, tant d'Europa com de la Xina, l'Índia i el Japó.
El primer, "La pianista", és un autòmat amb forma de dona que toca l'orgue, amb la particularitat que és la mateixa figura la que interpreta les obres prement les tecles amb els dits sense tenir el so pregravat o procedent d'un altre lloc. Composta per 2.500 peces, podia moure els ulls dirigint la mirada del piano als dits; inclinava el cos, respirava i, en finalitzar cada peça, feia una reverència.
"El dibuixant", d'altra banda, estava format per unes 2.000 peces, tenia forma de nen assegut en un pupitre i podia realitzar fins a quatre dibuixos diferents, passant per tots els passos del dibuix acadèmic (esbós amb llapis, repàs de les línies, ombrejat i retocs finals). Igual que l'anterior, imitava el comportament mentre realitzava la tasca, movent els ulls, les mans, o fins i tot bufant en el paper per eliminar les restes de la pols del llapis. Els quatre dibuixos que podia realitzar l'autòmat eren un retrat de Lluís XV de França, una parella real, un gos i Cupido pujat a sobre d'una carrossa tirada per una papallona.

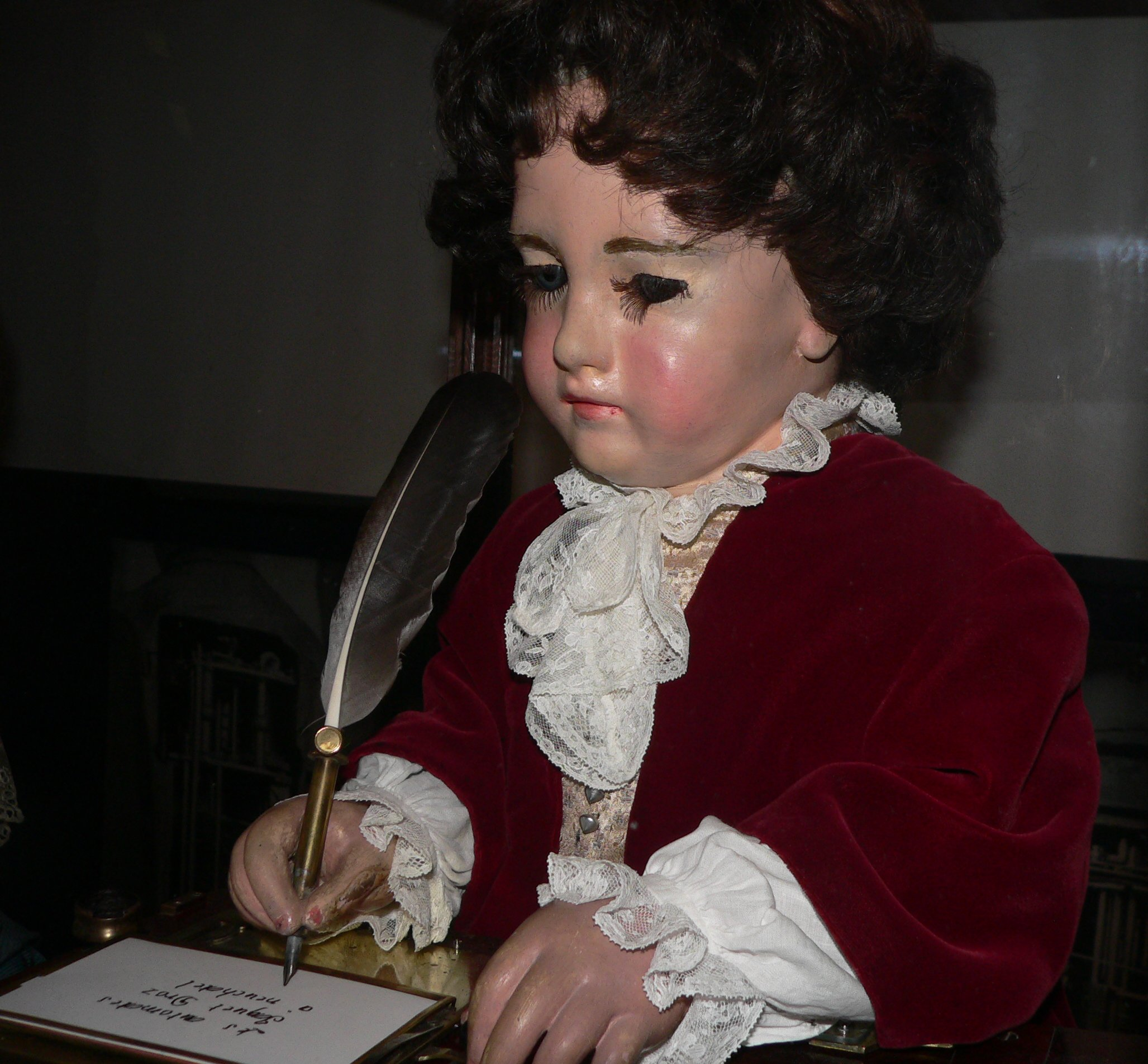
"L'escriptor" de Jaquet-Droz.

L'últim i més complex dels autòmats és "L'escriptor", un mecanisme compost de més de 6.000 peces i sis anys de treball. Aquest disseny és l'evolució d'un d'anterior, construït pels Maillardet, també amb forma de nen, i que podia escriure en anglès i francès i realitzar alguns dibuixos. La versió de Jaquet-Droz podia escriure utilitzant la ploma gràcies a una roda integrada en el mecanisme intern, on se seleccionaven els caràcters d'un en un, i podia escriure així petits textos d'unes quaranta paraules d'extensió. Com els anteriors, realitzava moviments propis d'un ésser humà, com ara mullar la tinta i escórrer el sobrant per no tacar el paper, aixecar la ploma com si estigués pensant i respectar els espais i punts i a part, a més de seguir amb la mirada el paper i la ploma mentre escrivia.
Els tres autòmats es poden contemplar al Musée d'Art et d'Histoire de Neuchâtel, Suïssa.

### Jean Eugène Robert-Houdin
La fama dels autòmats de Von Knauss i Jaquet-Droz va portar molts il·lusionistes i prestidigitadors a incorporar trucs amb autòmats en els seus espectacles. És el cas de Robert-Houdin, que va crear diversos autòmats que, encara que mecànics, estaven més a prop del món de la màgia. Cal destacar-ne un bust cantant, en què es mostrava un sistema d'engranatges amb el qual es deia que la figura cantava, encara que la realitat és que darrere d'aquest mecanisme hi havia una cantant autèntica. També va ser responsable d'un autòmat escriptor que dibuixava allò que el públic li demanava, i del truc de l'autòmat anomenat El pastisser del Palais Royal, que portava al mag tots els plats i begudes que aquest li demanava, entre molts d'altres.

### El "Papamosques"
D'aquestes mateixes dates és el famós autòmat de la catedral de Burgos, el "Papamosques", que té la missió de tocar les campanes assenyalant l'hora: ho fa movent el braç dret (amb el qual mou, mitjançant una campana, un batall) al mateix temps que obre i tanca la boca. Si bé el mecanisme actual és del segle xviii, substitueix un artefacte semblant de data anterior.

## Autòmats a la Xina i al Japó

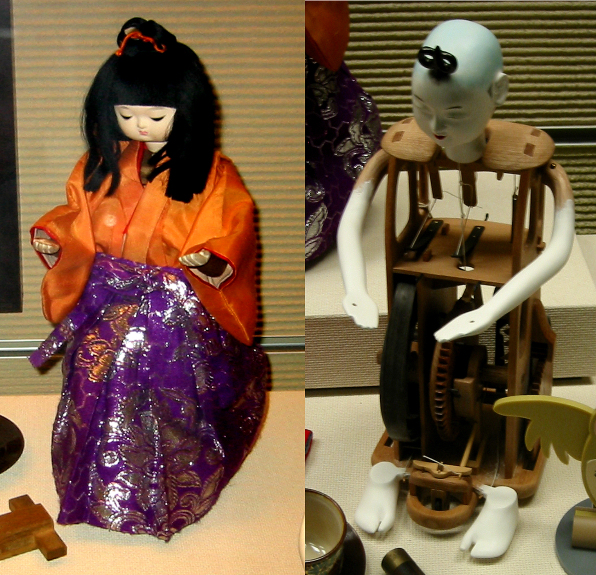
Karakuri japonesos.

La cultura asiàtica, especialment a la Xina i al Japó, ha tingut una gran tradició d'autòmats que s'ha mantingut des de temps molt antics fins a l'actualitat. Ja l'any 2000 aC es contaven llegendes xineses sobre autòmats, com la que es refereix a l'autòmat del fill del rei Tacheuan, fet de fusta, i tan semblant a l'home que confonia tots els que el veien, fins que es va descobrir la seva naturalesa i fou destruït. En temps més propers, es parla de diversos emperadors xinesos que, encuriosits per aquests invents, donaren suport a la creació de tota classe d'autòmats, des dels que tenien forma animal (ocells, cavalls, gats, micos, etc.) fins a d'altres amb forma humana i que caminaven, ballaven o tocaven instruments.
Al Japó dels segles xviii i xix, els autòmats van aconseguir un alt grau d'importància i complexitat. Se'ls anomenava karakuri, paraula que es podria traduir com "aparells mecànics per a produir sorpresa a una persona" i distingien tres tipus de figures: les Butai Karakuri, que es feien servir en el teatre; les Zashiki Karakuri, més petites i amb les que es jugava a les habitacions; i les Dashi Karakuri, que es feien servir en les festivitats religioses. La seva gran tasca era la representació de mites i llegendes tradicionals, encara que n'hi havia de tota mena, com alguns que servien el te o llançaven fletxes amb un arc. Ja entrats al segle xx i XXI, veiem com la tradició dels karakuri es manté en els moderns robots japonesos, amb la creació de complexíssims robots antropomorfs com ASIMO, QRIO o Repliee Q1, o mascotes robòtiques com Aibo, descendent directe dels autòmats animals de segles passats.

## Darrera època: 1848-1914
Al pas del segle xix al xx es van seguir creant autòmats de tota classe, però la realitat és que no van ser tan elaborats com els seus antecessors i van estar més adreçats al món de l'espectacle. Entre els més importants, cal destacar "La parella", d'Alexander Nicolas Theroude; els autòmats animals de Blaise Bontems, les figures que realitzaven petits trucs de màgia, o l'encantadora de serps de Roullet & Decamps; el fumador turc, de Leopold Lambert; els passos amb el món dels autòmats de científics com Nikola Tesla i el seu robot submergible amb comandament a distància; o l'autòmat caminant de George Moore, amb forma humana i mogut per la força del vapor, que podia recórrer distàncies a gairebé 9 milles per hora. Finalment, amb l'esclat de la Primera Guerra Mundial, la indústria dels autòmats desapareix i no renaixerà fins a l'arribada dels moderns robots.

## Alguns tipus d'autòmats

### Caps i màquines parlants
Entre els diversos autòmats, hi ha un grup que ha tingut una gran difusió al llarg de la història, els caps parlants, éssers considerats de naturalesa entre la mecànica i la màgia, que parlaven, aconsellaven els seus amos o predeien el futur. La llegenda i el mite han influït molt en aquest tipus de mecanismes i en trobem les primeres versions en antics contes àrabs. Un dels exemples més famosos és el cap amb forma d'home de Roger Bacon (1214-1294), fet de llautó i que podia respondre a preguntes sobre el futur; el d'Albert el Gran, amb forma de dona; el de Valentí Merbitzer, que deien que parlava diversos idiomes, per bé que alguns afirmen que era gràcies a un ventríloc; el cap parlant del Papa Silvestre II, que responia aleatòriament «sí» o «no» a les preguntes que se li feien, o la figura de la santa que parlava d'Athanasius Kircher, a més del seu llibre Misurgia Universalis, en què descriu amb detall la creació de figures que poden moure els ulls, els llavis i la llengua.
En qualsevol cas, la majoria d'aquestes figures aconseguien la "veu" mitjançant diversos sistemes. El primer a aconseguir-ho de qui es té constància fou Kratzenstein, que amb un sistema de tubs d'orgue podia reproduir les vocals. Més tard, Wolfrang von Kempele explicava en una de les seves obres com fabricar i manipular una d'aquestes màquines perquè poguessin pronunciar algunes frases breus a través d'una espècie de manxa per la qual passava l'aire i es modulaven els sons. O les creades per Abate Mical, de mida natural i que, exhibides de dues en dues, es contestaven l'una a l'altra. Ja en el segle xix, Joseph Faber va idear la versió més perfecta d'aquestes màquines, batejada com Euphonia, que s'utilitzava com l'orgue d'una església i que podia recitar l'alfabet, respondre preguntes, xiuxiuejar o riure.

### Jugadors d'escacs

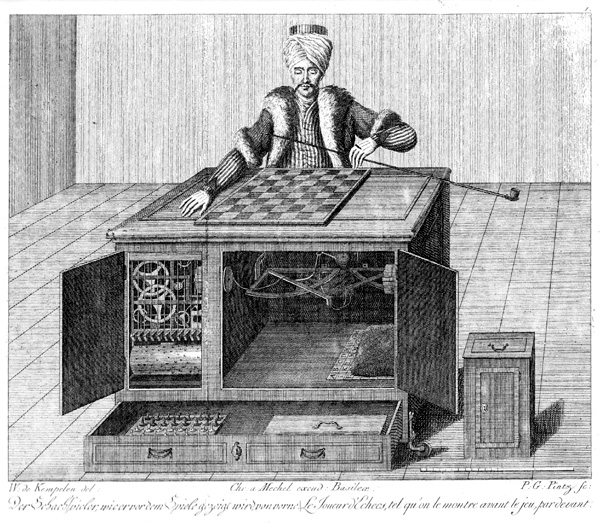
"El turc", tal com el veia el públic.

Wolfgang von Kempele, inventor, com s'ha assenyalat anteriorment, d'una de les primeres màquines parlants, va ser també el creador d'un dels autòmats més famosos de la història, que al seu torn, va ser un dels majors fraus del seu temps, però que, tot i això, va impulsar la creació d'autòmats jugadors d'escacs fins gairebé als nostres dies: "El turc".
Construït en 1769, "El turc" estava format per una taula on hi havia un maniquí amb forma humana vestit amb robes àrabs. Una porta a la part frontal s'obria i deixava veure el suposat mecanisme de funcionament de l'autòmat. Aquest jugador va ser una de les atraccions més grans de l'època, ja que, segons explicaven, era invencible. Va viatjar per tot Europa, fins i tot després de la mort del seu creador, i va passar a mans de Johann Nepomuk Mälzel. Va arribar a jugar (i derrotar) en Napoleó Bonaparte durant la campanya de la batalla de Wagram. Després de viatjar pels Estats Units, aterrà a Cuba, on morí en William Schlumberger, ajudant de Maezel, i possible encarregat d'introduir-se dins de l'autòmat per jugar les partides, ja que, després d'aquesta mort, "El turc" va deixar d'exhibir-se fins que acabà destruït el 1845 en el gran incendi de Filadèlfia. Més tard es va dir que, al llarg de la seva història, l'autòmat havia tingut diversos operadors que movien el mecanisme gràcies a un tauler d'escacs secundari. Cada peça del tauler principal contenia un imant, així l'operador podia saber quina peça havia estat moguda i on. L'operador feia el seu moviment mitjançant un mecanisme que podia encaixar al tauler secundari, indicant al maniquí on havia de moure.
La fama d'aquest autòmat va fer que es creessin moltes rèpliques amb el mateix truc de funcionament, algunes en el segle xix, com és el cas d'"Ajeeb", presentat per Charles Hooper el 1868, o "Mephisto", nascut el 1876, i que va aconseguir guanyar un torneig d'escacs a Londres sense que ningú s'adonés de l'artifici.

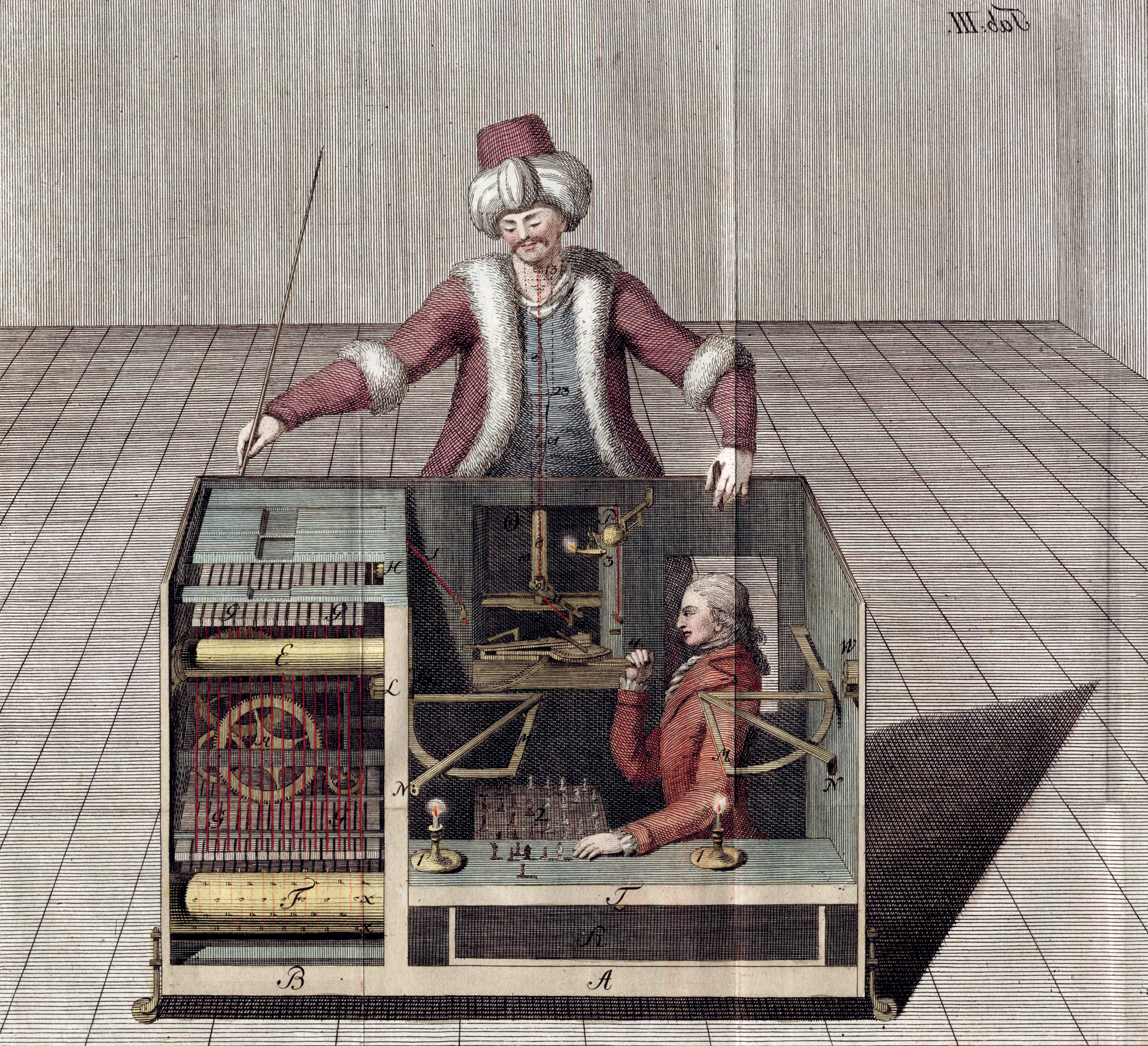
Possible funcionament real d'"El turc".

No obstant això, sí que va existir un autòmat el funcionament del qual era totalment real. La seva creació es deu a l'espanyol Leonardo Torres Quevedo, enginyer i matemàtic, inventor d'"El ajedrecista", presentat a la fira de París de 1914. Funcionava per mitjà d'uns electroimants que hi havia sota el tauler, i jugava automàticament fins al final amb un rei i una torre contra un rei des de qualsevol posició sense cap intervenció humana.
Així, podem considerar que aquests autòmats, tant els falsos com els reals, foren pioners dels moderns jocs d'escacs informàtics i d'ordinadors, com Deep Blue, que mantenen el mateix esperit i objectius que els seus predecessors: aconseguir que una màquina pugui vèncer la ment humana.

## Autòmats en la ficció

### En la mitologia
- Prometeu, segons la mitologia grega, creador de l'ésser humà.
- Pigmalió, ésser de la mitologia grega, va esculpir l'estàtua d'una jove a la qual va anomenar Galatea, tan bonica que se'n va enamorar, i desitjava que tingués vida.
- Hefest, ésser mitològic que va crear dones mecàniques construïdes en or que l'ajudaven en les seves tasques de ferreria.
- Els argonautes van crear un gos autòmat perquè els custodiés la nau.
- El gegant Talos, fet de bronze.
- El Golem, segons el folklore jueu, va ser creat d'argila pel rabí Löw, introduint a la boca el Shem, una inscripció màgica en hebreu que contenia el nom de Senyor.

### A la literatura

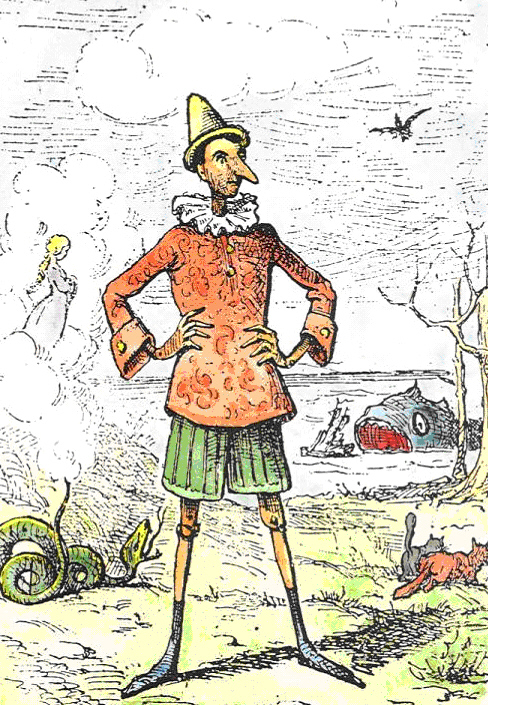
Il·lustració original d'Enrico Mazzanti per a "Les aventures de Pinotxo".

- Al Satiricón de Petroni es descriu un esclau amb esquelet de plata articulat, que serveix els plats i les begudes.
- Don Quixot de la Manxa, en el capítol 62 de la seva segona part, parla d'un cap parlant que Don Quixot troba en el seu camí i que creu fet per mitjà de la bruixeria, quan en realitat era un truc de fira.

- A L'home de sorra, E. T. A. Hoffmann parla de Nataniel i el seu amor per l'autòmat Olímpia. El seu objectiu serà el suïcidi, en descobrir la veritable naturalesa de la seva estimada.

- Frankenstein, obra escrita per Mary Shelley el 1818, que explica la història del Doctor Frankenstein, obsessionat a crear un ésser viu a partir de diferents parts del cos de cadàvers disseccionats.

- El jugador d'escacs de Maezel, d'Edgar Allan Poe, on intenta desxifrar l'autèntic funcionament d'"El turc".

- El Mestre Zacaries, de Jules Verne, en què explica la història d'un rellotger que transfereix la seva ànima als seus autòmats.

- La Eva Futura, de Villiers de L'Isle Adam, en què es descriu Hadaly, la dona artificial ideal; al mateix temps, però, critica els excessos de les invencions tecnològiques representades per Edison.

- Les Aventures de Pinotxo, de Carlo Collodi, amb la història de Gepeto i el seu titella de fusta que cobra vida gràcies a la intervenció d'una fada.

- Els robots universals de Rossum, escrita el 1920 pel txec Karel Capek i primera obra on s'utilitza el terme modern robot.

### En el cinema
- Metropolis (1927), dirigida per Fritz Lang, on el científic Rotwang crea un robot antropomorf amb forma de dona (o gynoide).

- El màgic d'Oz (1939), dirigida per Victor Fleming, on apareix el personatge "l'home de llauna", que viatja a Oz a la recerca d'un cor.

- 2001: una odissea de l'espai (1968), dirigida per Stanley Kubrick, en què apareix el personatge HAL 9000, un ordinador amb intel·ligència artificial que, eventualment, embogeix i intenta matar els tripulants de la nau Discovery.

- Westworld (1973), dirigida per Michael Crichton i protagonitzada per Yul Brynner, on els robots d'un parc temàtic que simulava l'antic oest americà es rebel·len en contra dels visitants.

- The Stepford Wives (1975 i remake de 2004). A la ciutat de Stepford, els homes han substituït les seves dones per autòmats que obeeixen totes les seves ordres.

- Blade Runner (1982), dirigida per Ridley Scott, en què apareixen els "replicants", idèntics a éssers humans, però amb una esperança de vida limitada, utilitzats com a treballadors.

- Terminator (1984) dirigida per James Cameron. En el futur, les màquines han esclavitzat les persones i envien al passat un autòmat d'aparença humana perquè elimini la futura mare del que serà líder de la revolta contra les màquines.

- Edward Scissorhands (1990), dirigida per Tim Burton, explica la història d'Eduard, un autòmat amb unes fulles afilades en comptes de mans, que va quedar incomplet en morir prematurament el seu creador.

- Toy Story (1995) dirigida per John Lasseter, recupera el mite que els éssers inanimats, com les joguines, tenen vida pròpia en absència dels seus amos.

- A.I. Artificial Intelligence (2001), de Steven Spielberg, narra la història de David, un robot únic en el seu gènere, capaç d'estimar.

- L'home bicentenari, pel·lícula que narra la història d'un autòmat capaç de pensar i sentir.

## Museus
- Hi ha un museu d'autòmats (Musée des automated) a La Rochelle, França.

- Un altre famós museu d'autòmats (Museu dels Autòmats) es troba al Parc d'Atraccions del Tibidabo, a Barcelona.[7]